# Японски макак
Японският макак (Macaca fuscata), известен още като снежна маймуна (на английски: snow monkey), е вид маймуна от рода на Макаците, обитаващ планинските райони на остров Хоншу в Япония.

## Разпространение и местообитание
Естественото местообитание на японските макаци е северната част на Япония. Въпреки това, през 1972 г. в Тексас, в диви условия е била заселена малка популация на този вид.
Японските макаци живеят в широколистни и вечно зелени гори, на надморска височина над 1650 m.
В Северна Япония, където снегът може да се задържа до четири месеца в годината, а средната зимна температура е -5 °C, маймуните прекарват по-голяма част от времето си в горещите извори. Освен човека, това са единствените примати, които живеят на места с толкова ниски температури. Груповото къпане в горещите извори и играта със снежни топки също са необичайни за други видове животни.
Японските макаци живеят в големи групи от по 10 до 100 индивида от различни полове, в строга йерархия.

## Хранене
В менюто на снежните маймуни влизат плодове, листа, семена, корени на растения, гъби, както и насекоми, малки гръбначни животни, риба, птици и яйца.
Интересно е, че снежните маймуни заедно с човека и миещите мечки са единствените животни, които мият храната си, преди да я изядат.

## Физически характеристики
На ръст мъжките екземпляри достигат до 80 – 95 cm, при тегло около 5 – 6 kg. Теглото на женските е около 1,5 пъти по-малко от това на мъжките.
Японските макаци притежават червена кожа и гъста тъмносива козина с кафеникави оттенъци, които покриват цялото тяло, с изключение на муцуната, ръцете и седалището. Опашката им е къса, не повече от 25,4 cm.

## Размножаване
По време на размножителния сезон женските се съвкупляват с няколко мъжки. Бременността продължава около 170 – 180 дни. Обикновено се ражда едно малко с тегло около 500 грама. Раждането на две или повече малки е рядкост.
Средната продължителност на живота на снежните маймуни е 25 – 30 години, но когато се гледат от хора обикновено достигат по-голяма възраст.

## Класификация
Съществуват два подвида снежни маймуни:
- Macaca fuscata fuscata Blyth, 1875
- Macaca fuscata yakui (Yakushima macaca) Kuroda, 1941